# Campora (Kampanien)

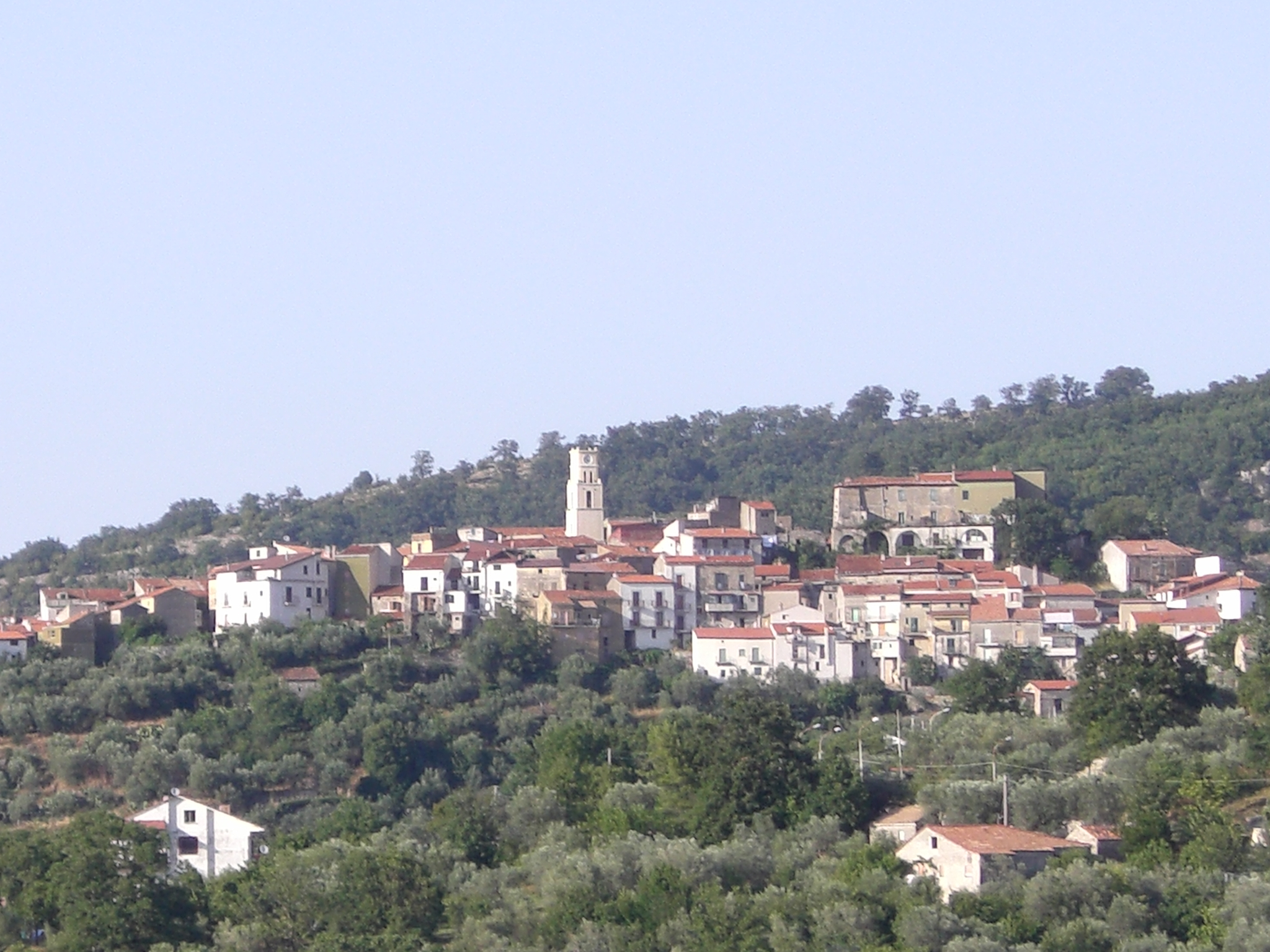
Panorama

Campora ist eine italienische Gemeinde mit 318 Einwohnern (Stand 31. Dezember 2023) in der Provinz Salerno, Kampanien.

## Geographie
Campora Ort liegt im zentralen Teil des Cilento, etwa 15 km nördlich von Vallo della Lucania. Die Nachbargemeinden sind Cannalonga, Gioi, Laurino, Moio della Civitella, Novi Velia und Stio. Der Ort gehört zum Nationalpark Cilento und Vallo di Diano und ist Teil der Comunità Montana del Calore Salernitano.

## Bevölkerungsentwicklung
- 1861: 1354
- 1871: 1275
- 1881: 1454
- 1901: 1353
- 1911: 1408
- 1921: 1274
- 1931: 1071
- 1936: 1134
- 1951: 1127
- 1961: 1013
- 1971: 0897
- 1981: 0783
- 1991: 0721
- 2001: 0563